# Нясувере
Ня́сувере (ест. Näsuvere küla) — село в Естонії, у волості Тюрі повіту Ярвамаа.

## Населення
На 31 грудня 2011 року в селі не було постійних мешканців.